# Jazz bulgaro

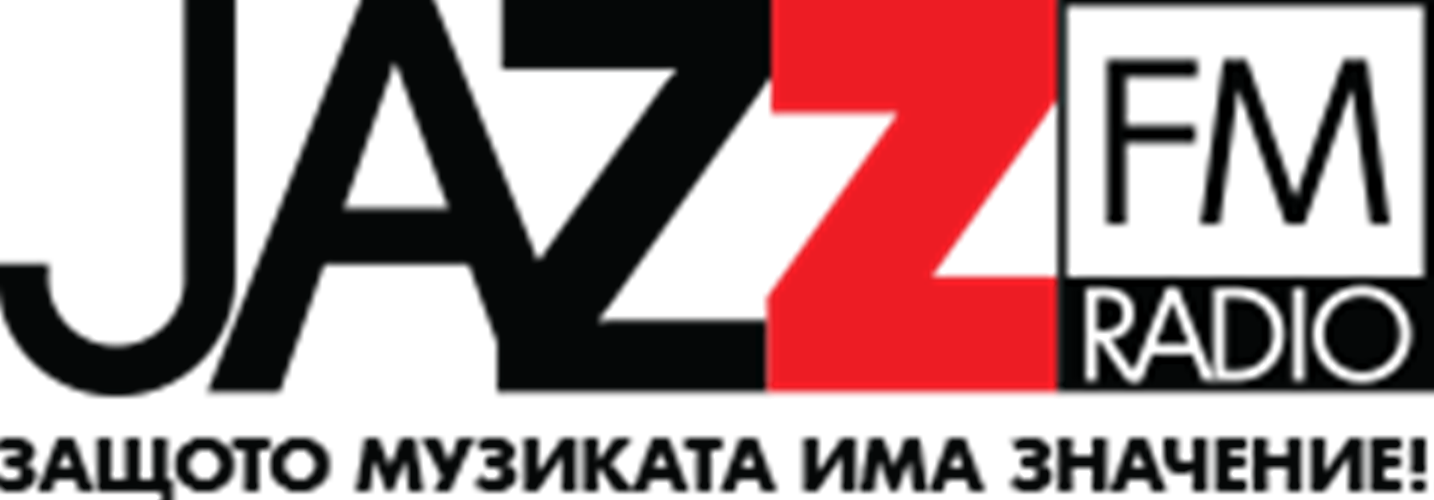
Logo per Jazz FM Radio in Bulgaria

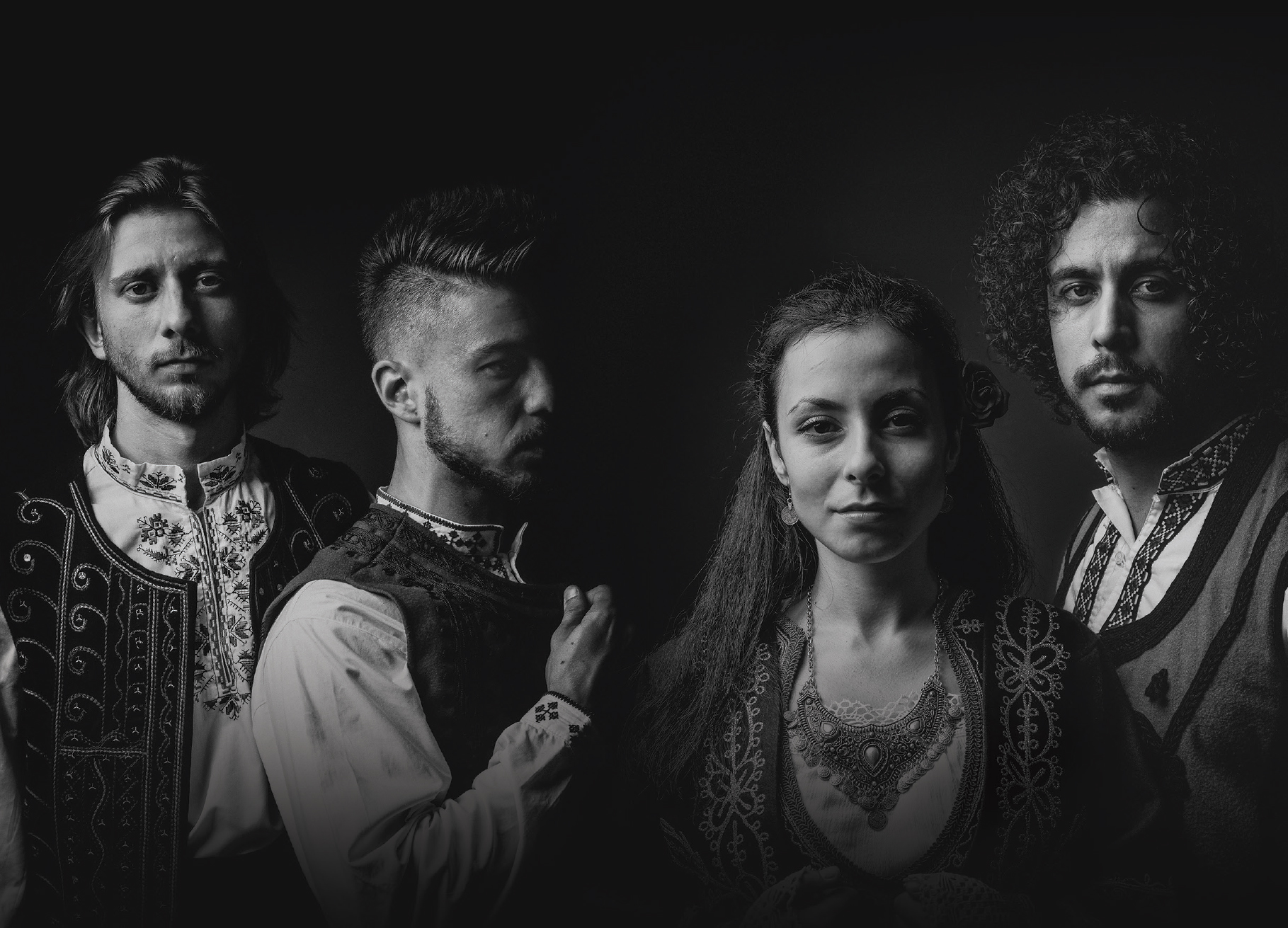
Il gruppo etno jazz bulgaro Outhentic, Transparent

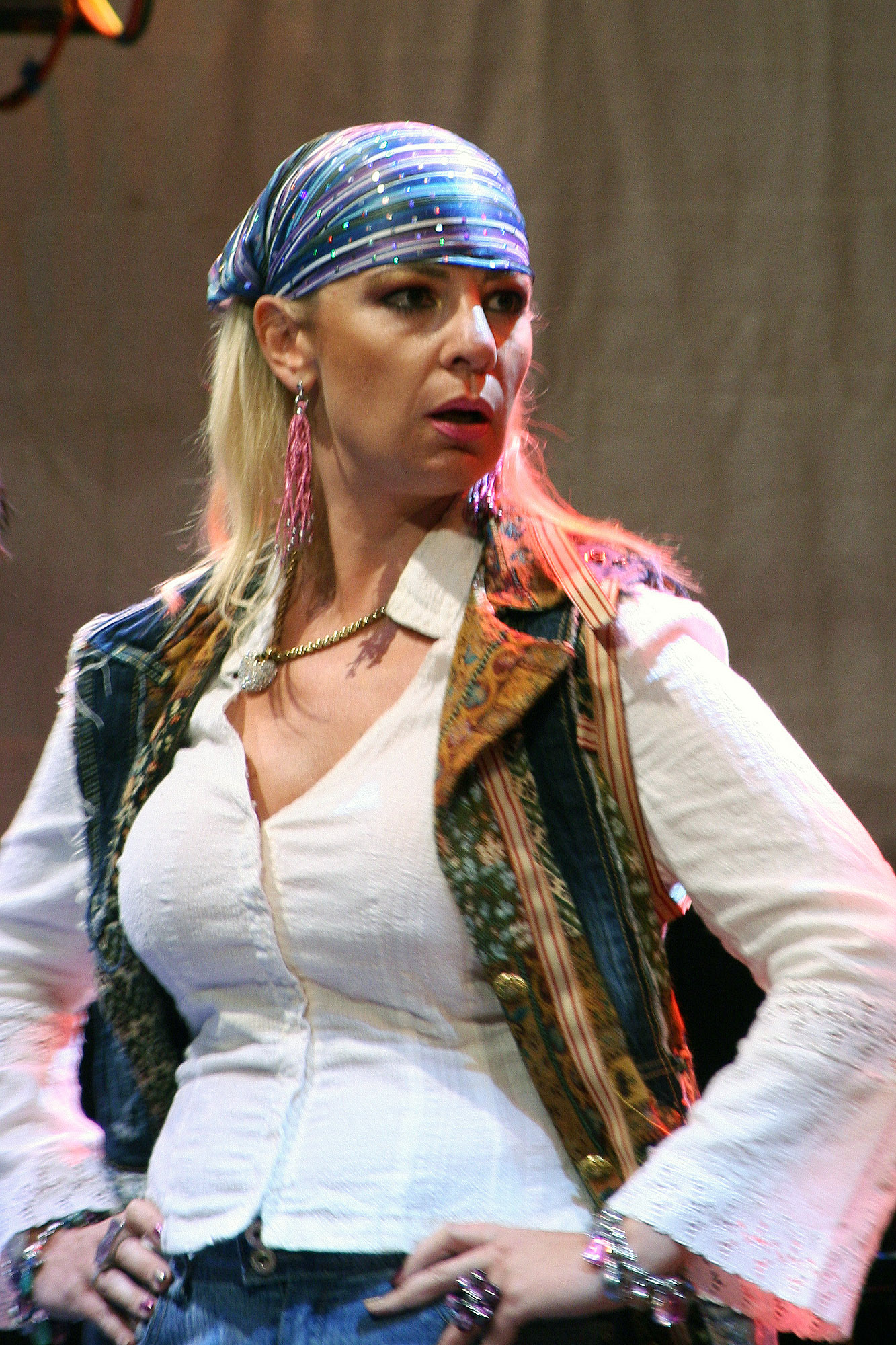
L'attrice e cantante bulgara Nona Yotova al Bansko Jazz Festival, 13 agosto 2007

La storia e lo sviluppo del jazz in Bulgaria è stato influenzato in modo significativo dai cambiamenti culturali e politici nel paese durante il XX secolo, che portarono alla nascita di un genere che fonde stili jazz occidentali con influenze della musica popolare bulgara.

## Storia

### Il primo jazz bulgaro
Dopo la sanguinosa Rivolta Ilinden-Preobrazeni del 1903 ci fu un'ondata di immigrati bulgari negli Stati Uniti e in Canada, soprattutto negli stati orientali, stabilendosi in comunità che stabilirono le proprie istituzioni sociali, chiese, club politici, giornali e altre società, tra le quali le orchestre amatoriali ebbero un ruolo importante. Erano prevalentemente bande di ottoni, anche se c'erano alcune orchestre d'archi (chitarra e mandolino). La maggior parte dei musicisti non sapeva leggere la musica. Ritornando in Bulgaria come volontari nelle guerre balcaniche del 1912 e 1913, portarono la nuova musica americana. Una delle prime esperienze di prima mano con la musica influenzata dal jazz fu il concerto della band di Wallace Hartley a Varna nel 1911. Il suo successo gli valse un posto in un club della capitale Sofia, dove suonò principalmente musica da ballo, finché non fu ingaggiato per suonare sul Titanic nel 1912. La sua influenza segna l'inizio dell'afflusso della musica occidentale, a quel tempo prevalentemente ragtime, in Bulgaria. Già negli anni '20 esisteva la musica strumentale bulgara che poteva essere classificata come jazz, ma era anche influenzata dalle tradizioni popolari, spesso anche nella scelta della strumentazione.

### Tra le due guerre
Negli anni successivi alla prima guerra mondiale c'era una crescente domanda di intrattenimento, così come una seconda grande ondata di emigranti di ritorno dalla Grande Depressione. Molti di loro hanno deciso di intraprendere la professione della musica, portando in Bulgaria l'esperienza e il repertorio della musica americana. Quelli furono anni di maggiore industrializzazione e urbanizzazione per la Bulgaria, che stimolarono anche la crescita dell’industria dell’intrattenimento. Le prime grandi formazioni jazz apparvero in un'epoca in cui fiorivano i locali pubblici e il cinema muto dava lavoro alle orchestre. Il jazz si diffuse ulteriormente con l'importazione di musica e dischi jazz occidentali. C'erano diverse orchestre jazz attive, che eseguivano principalmente musica swing, come la "Jazz Ovcharov" e "The Optimists".

### Il jazz sotto il comunismo
Dopo la seconda guerra mondiale, con la nascita della Repubblica Popolare di Bulgaria come stato monopartitico marxista-leninista, la musica e tutta l'arte furono sottoposte a un insieme di criteri che non erano compatibili con la natura libera del jazz, né con la crudezza dell'improvvisazione strumentale che poteva naturalmente adattarsi all'estetica jazz. Nell’estetica impostata dal governo, il folklore era accettabile solo come ispirazione che, dopo aver subito il processo di perfezionamento nello stile europeo, poteva diventare parte della creazione dello “stile musicale nazionale”. Il dominio totalitario provocò una relativa stagnazione artistica in cui il divertimento e la sperimentazione musicale erano disapprovati. Durante quel periodo emerse una delle prime figure di spicco del jazz bulgaro, Milcho Leviev, compositore, direttore d'orchestra, arrangiatore e pianista, la cui carriera iniziò con la regia e occasionalmente con la composizione e l'arrangiamento per la big band della radio e della televisione bulgara tra il 1962 e il 1966. Grazie ai suoi legami personali, in particolare con il suo insegnante del conservatorio, il compositore classico Pančo Vladigerov, e ad altre fortunate circostanze, Leviev riuscì a superare parte del conservatorismo estetico. Trovò che la tradizione della musica popolare, con i ritmi complessi asimmetrici, i motivi melodici distintivi e l'enfasi sul virtuosismo e sull'improvvisazione tipici della musica bulgara, fosse una scelta logica da tradurre nel jazz.
Una delle prime composizioni che esplorano questa direzione è il suo pezzo Blues in 9, basato su uno schema ritmico di danza popolare bulgara e che trasforma le strutture familiari sia del folk che del jazz in qualcosa di completamente diverso. Per lui l'uso dei metri bulgari asimmetrici e degli insoliti intervalli melodici tipici della musica popolare bulgara non era solo un tentativo verso l'insolito, ma mirava a evocare associazioni specifiche di quelle strutture metriche popolari. Il suo stile segnò anche i primi passi verso la fusione degli estremi della classificazione musicale: folk grezzo e raffinato classico, musica colta seria e musica di intrattenimento, musica di compositore e di interprete. La musica di Leviev fu una critica del regime totalitario e della sua estetica conservatrice e con essa attirò musicisti e altri artisti con cui collaborò, tra cui il famoso poeta Radoy Ralin, che lo incoraggiò a formare il Quartetto Jazz Bulgaro. Conosciuto anche come Jazz Focus '65, il quartetto era composto da Milcho Leviev al pianoforte, Simeon Shterev al flauto, Lyubomir Mitsov al contrabbasso e Petur Slavov alle percussioni. Il gruppo ha ottenuto consensi internazionali dopo aver vinto il premio della critica al Montreux Jazz Festival, in Svizzera. Nonostante il successo all’estero, la musica del quartetto non era apprezzata in Bulgaria, dove in alcune occasioni era stata bandita in quanto “politicamente inappropriata”. Nel 1968 il quartetto registrò un album oltre la Cortina di Ferro in Germania, libero dalle restrizioni estetiche del comunismo. Nello stesso anno contattò il bandleader americano Don Ellis, inviandogli registrazioni di musica folk bulgara, tra cui Sadovsko Horo, una melodia di danza popolare in 33/16, che Ellis riarrangiò e pubblicò con il titolo "Bulgarian Bulge". Ciò ha portato a una collaborazione durata un anno tra Leviev ed Ellis, durante la quale Leviev si trasferì negli Stati Uniti per comporre, arrangiare e suonare il pianoforte per la band di Ellis.

## Lea Ivanova

Lea Ivanova, 1963

Una delle cantanti jazz bulgare più importanti è Lea Ivanova. Tra il 1940 e il 1955 cantò per varie big band tra cui "Slavyanska beseda", "Jazz Ovcharov" e "The Optimists", cantando prevalentemente nello stile swing. L'inizio degli anni Cinquanta segna un periodo difficile per i gruppi jazz e lei fu costretta a cambiare scenario più spesso, guadagnandosi la fama come cantante per varie orchestre della capitale.
Il 1957 segna l'inizio della sua collaborazione trentennale con Edi Kazasyan, che in seguito divenne suo marito. Cantando per la sua orchestra, fece lunghe tournée in Europa, diventando popolare al di fuori della Bulgaria. Durante il regime totalitario, ci fu un bando sulla sua musica in Bulgaria. A causa della censura artistica fu anche imprigionata e rinchiusa nel campo di lavoro dell'Isola di Belene.
Dopo essere stata rilasciata subì un ictus e non fu in grado di cantare quasi fino alla fine della sua vita, anche se riuscì a recuperare la capacità di parlare. Più tardi nella sua vita ha ricevuto alcuni riconoscimenti per i suoi contributi al jazz bulgaro.

### La musica nuziale e la sua influenza sul jazz bulgaro
I matrimoni nei villaggi bulgari erano tradizionalmente accompagnati dalla musica eseguita dagli abitanti del villaggio, spesso cantando e suonando insieme agli zingari. Dopo la seconda guerra mondiale iniziarono ad essere impiegate bande nuziali professionali. Gli strumenti popolari tradizionalmente utilizzati da quelle orchestre erano sempre più strumenti a fiato e ottoni occidentali, associati al jazz. Le band nuziali professionali che fondevano la musica popolare bulgara e gitana con le inevitabili influenze occidentali divennero sempre più popolari negli anni '80. Sebbene di per sé non fosse strettamente musica jazz, la loro musica era simile con il suo sincretismo, il carattere improvvisativo e la reiterazione di vecchie melodie ben note, in qualcosa di nuovo. Quella tradizione diede origine a diversi musicisti importanti che decisero di utilizzare i loro strumenti popolari tradizionali suonando jazz contemporaneo che fondeva la musica occidentale con influenze balcaniche come i timbri insoliti, i metri complessi e spesso asimmetrici, inconsueti per le melodie della musica occidentale e spesso con un appassionato e aggressivo stile di esecuzione.
Il clarinettista bulgaro Ivo Papazov e la sua band non si discostano troppo dallo stile musicale delle bande nuziali, sebbene siano artisti attivi nei festival jazz e in campagna. Hanno registrato diversi album che sono stati accolti bene a livello internazionale. La fusione di jazz e musica folk ha successo solo quando il musicista ha una buona familiarità con entrambi gli stili. Uno dei principali musicisti di quello stile è Teodosii Spassov, il cui interesse iniziale per la musica fu suscitato da un musicista folk popolare nel suo villaggio natale. Il suo stile unico nel suonare il kaval è stato paragonato al suono di un flauto, di un clarinetto e di un oboe. È anche il primo a suonare uno strumento folk in un'orchestra sinfonica e una big band. Il suo sviluppo fu incoraggiato dall'interesse occidentale per la musica popolare caratteristica delle culture regionali. Mentre durante il regime comunista le influenze della musica popolare erano considerate una cattiva direzione di sviluppo, i musicisti post-comunisti furono in grado di discernere il suo potenziale per connettersi con le persone a livello spirituale, richiamando alla mente la tradizione e la connessione con i simboli della natura e della comunità.  In questo senso la musica di Teodosii Spassov, così come quella degli altri musicisti jazz, che si affidano fortemente alla strumentazione folcloristica e agli elementi musicali, continuano la tendenza iniziata da Milcho Leviev all'inizio degli anni '60. Teodosii Spassov ha ricevuto riconoscimenti internazionali per la sua musicalità e versatilità come interprete e numerosi premi per la composizione.

### Festival jazz dopo il 1989
Alla fine degli anni '80 si notò una notevole differenza nella libertà artistica che i musicisti potevano permettersi di avere, e questo era particolarmente importante per la musica jazz. Poiché l'industria discografica nel paese era piuttosto insignificante, l'industria musicale si concentrava su concerti e festival. Dagli anni '90 lo sviluppo e la popolarità del jazz bulgaro possono essere meglio monitorati seguendo i festival jazz, soprattutto perché molti di loro hanno uno stile coerente e artisti ricorrenti di anno in anno.
Il festival "Varna estate" è stato avviato nel 1992 ed è il più antico festival jazz creato dopo 1989 e ancora attivo. Inizialmente si tenne sotto la direzione di Anatoli Vapirov, un clarinettista, sassofonista e direttore d'orchestra jazz di formazione classica. La musica del festival jazz "Varna Summer" è caratterizzata da virtuosismo, sperimentazione e varietà.
Uno dei principali sostenitori del Festival jazz di Haskovo è il chitarrista jazz, Dimitar Roussev. Il festival è progettato per attirare visitatori a Haskovo, anche ospiti internazionali. Il pubblico, però, è appena sufficiente a sostenere il festival. Gli organizzatori spesso fanno affidamento sulle donazioni delle aziende locali. Questo è il motivo per cui si affidano agli stessi artisti famosi e non possono permettersi di includere più musica sperimentale nel loro programma. Il Festival Jazz di Bansko è il più popolare, in parte perché la cittadina di montagna è di per sé un'attrazione turistica. Nell'anno 2012 sono stati presenti più di 28.000 ospiti.
Il festival "Plovdiv Jazz Evenings" è finanziato dal comune di Plovdiv. Questo permette al festival di presentare una grande varietà di artisti bulgari e internazionali, il che ha fatto guadagnare all'evento molta popolarità per la sua breve storia.
La capitale della Bulgaria, Sofia, è nota per ospitare due festival jazz. Entrambi consistono in eventi concertistici individuali piuttosto che essere veri e propri festival. Entrambi sono relativamente aperti agli artisti di stili diversi dal jazz.